# Le Granit
A Regionalidade Municipal do Condado de Le Granit está situada na região de Estrie na província canadense de Quebec. Com uma área de mais de dois mil quilómetros quadrados, tem, segundo o censo de 2006, uma população de cerca de vinte e duas mil pessoas tendo a sua sede na cidade de Lac-Mégantic. Ela é composta por 20 municipalidades: 1 cidades, 14 municípios, 3 freguesias e 2 cantões.

## Municipalidades

### Cidade
- Lac-Mégantic

### Municípios
- Audet
- Frontenac
- Lac-Drolet
- Lambton
- Milan
- Nantes
- Notre-Dame-des-Bois
- Piopolis
- Sainte-Cécile-de-Whitton
- Saint-Ludger
- Saint-Robert-Bellarmin
- Saint-Romain
- Saint-Sébastien
- Stornoway

### Freguesias
- Courcelles
- Saint-Augustin-de-Woburn
- Val-Racine

### Cantões
- Marston
- Stratford